# The Expendables
The Expendables er en action / krigsfilm skrevet af Dave Callaham og Sylvester Stallone, og instrueret af Stallone. Optagelserne begyndte den 28. marts 2009 i Rio de Janeiro, New Orleans og Los Angeles.
Filmen hylder actionfilm af 1980'erne og begyndelsen af 90'erne , og med en vifte af stjerner fra disse årtier (f.eks Stallone selv, Arnold Schwarzenegger, Bruce Willis, Dolph Lundgren, Mickey Rourke, og Jet Li) samt ny tilkommende stjerner som Jason Statham, Terry Crews, Randy Couture , og Stone Cold Steve Austin.
The Expendables havde premiere den 19. august 2010 i Danmark

## Handling
En samling af lejesoldater er sendt på en mission til et sydamerikansk land, med det formål at vælte den koldblodige tyran, der har ansvaret. Som mission begynder, opdager lejesoldaterne, at situationen ikke er som det ser ud. Mændene befinder sig fanget i en dødelig omgang bedrag med en forræder blandt deres rækker.

## Rolleliste

### The Expendables
- Sylvester Stallone som Barney "The Schizo" Ross, en paramilitær veteran og leder af holdet, der beskrives som en ambitiøs, modig og komisk fyr.
- Jason Statham som Lee Christmas, næstkommanderende i gruppen. Han er tidligere SAS soldat og ekspert i Close Quarters Combat (nærkamp) med knive
- Jet Li som Yin Yang, en kinesisk ekspert i kampsport.
- Dolph Lundgren som Gunnar Jensen, en svensk finskytte. Jensen hader Yin Yang og kæmper med ham ofte.
- Bruce Willis som Mr. Church, den mand, der lejer Expendables.
- Mickey Rourke som Tool, en tidliger Expendable nu våbenhandler og tatovering shop kunstner / ejer.
- Terry Crews som Hale Caesar, Yin's bedste ven og en våbenspecialist.
- Randy Couture som Toll Road, nedrivnings ekspert
- Gisele Itié som Sandra, en ung indfødt kvinde og undercover Interpol agent.
- Charisma Carpenter som Lacy, Lee Christmas' forlovede
- Lauren Jones som Cheyenne Tool's kærlighedsinteresse.
- Arnold Schwarzenegger som Trench, en gammel rival af Ross.

### Garza's Mænd
- David Zayas som General Garza, den onde diktator.
- Eric Roberts som Agent Monroe, en korrupt CIA-agent, som prøver at stoppe the Expendables i at dræbe General Garza.
- Stone Cold Steve Austin som Dan Paine, Monroe's bodyguard
- Gary Daniels som The Brit, General Garza's vigtigste håndlanger og en tidliger Expendable, der ønsker gå i krig og få hævn over holdet der sparkede ham ud.
- Antônio Rodrigo Nogueira som General Garza's håndlanger.
- Amin Joseph og Senyo Amoaku som lederne af en gruppe somaliske pirater, der udfordrer the Expendables.